# Limitations de vitesse en Islande

Limitations de vitesses en Islande

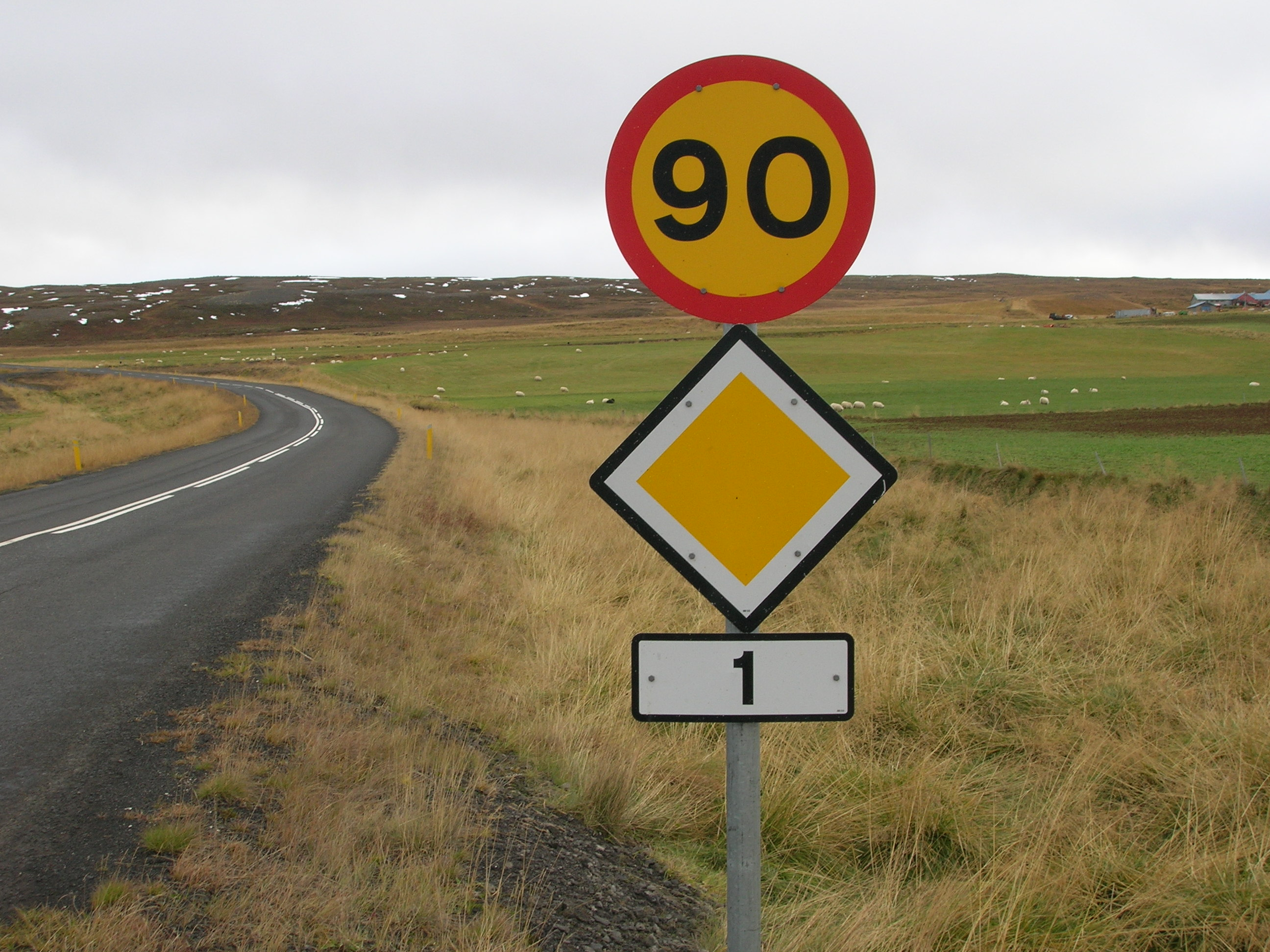
Panneau de signalisation routière indiquant une limitation de vitesse à 90 km/h (et un régime de priorité) sur une portion goudronnée de la route 1 non loin de Goðafoss.

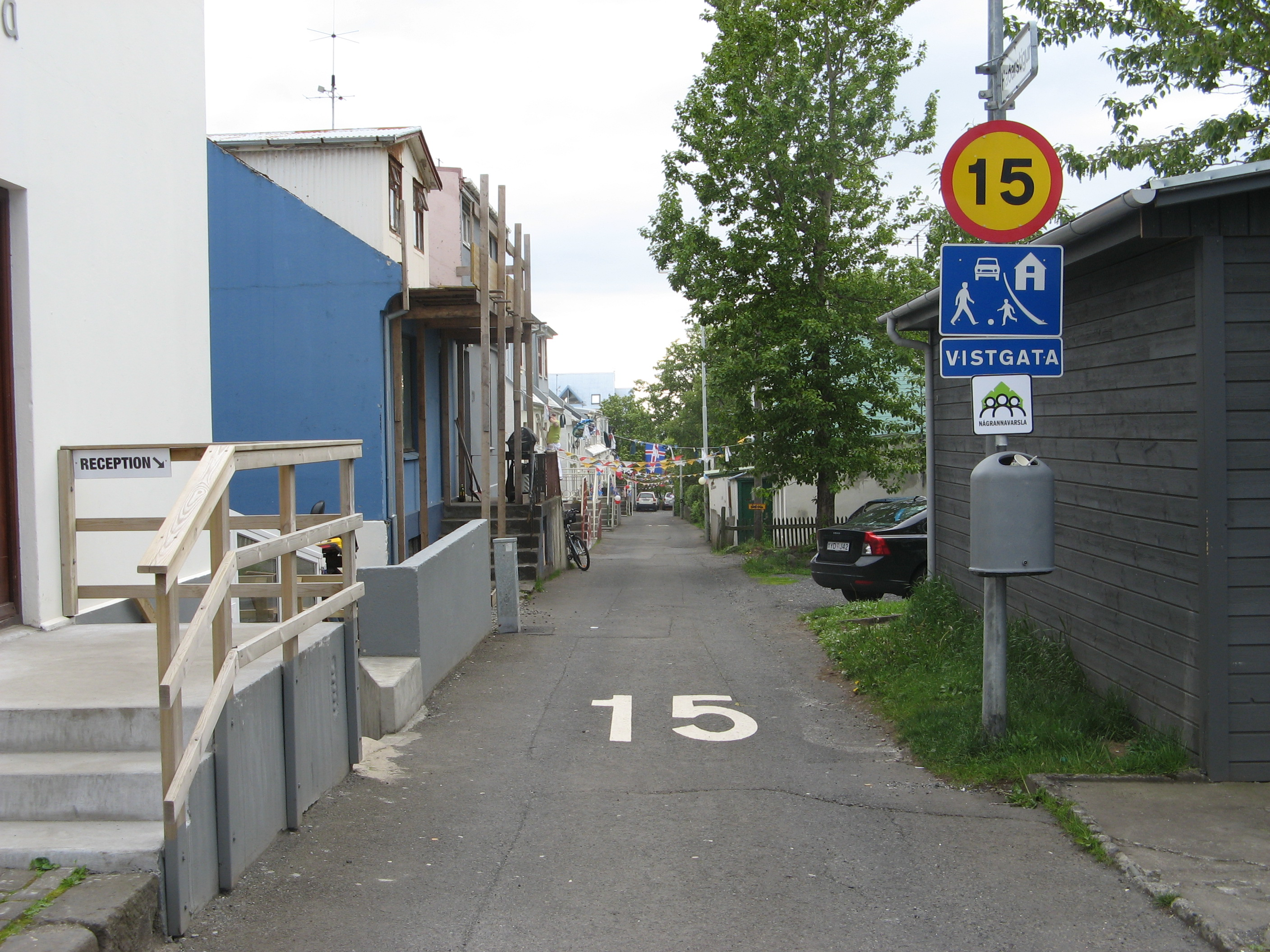
Panneau de signalisation routière et signalisation horizontale indiquant une limitation de vitesse à 15 km/h dans une petite rue de Reykjavik.

Les limitations de vitesse en Islande sont les suivantes : 
- en agglomération : 50 km/h ;
- hors agglomération :
  - 80 km/h sur les routes non asphaltées, quel que soit le type de véhicule utilisé ;
  - 90 km/h sur les routes asphaltées : motos, véhicules légers, véhicules de transports en commun.
  - pas d'autoroute.

## Autres règles
- Allumage des feux de croisement obligatoire 24h/24[1] ;
- Alcoolémie maximum autorisée au volant : 0,0 g/l d'alcool dans le sang donc nul[1] ;
- Port de la ceinture de sécurité obligatoire[1] ;
- Le tout-terrain est interdit[1].